# Casa degli Omenoni

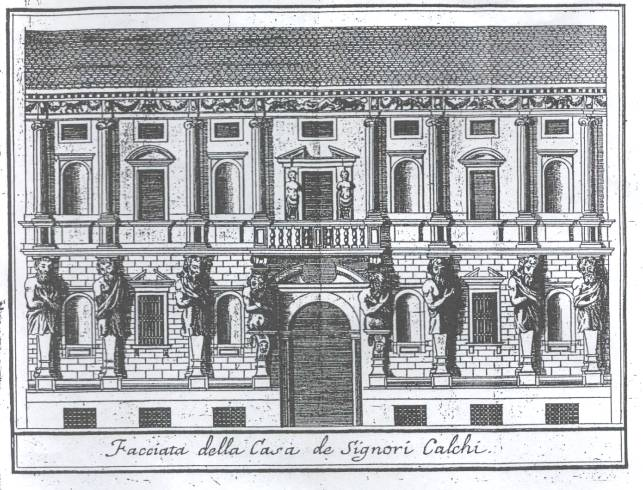
A Casa degli Omenoni na Descrição de Milão de Serviliano Latuada.

A Casa degli Omenoni é um palácio de Milão situado na moderna Via degli Omenoni.
O palácio foi construído por volta de 1565. O nome deriva dos oito grandes télamons (omenoni, ou "grandes homens") da fachada, esculpidos por Antonio Abondio.
O edifício foi a habitação do escultor Leone Leoni, pai de Pompeo Leoni, a cujo apelido alude o relevo com a Calúnia dilacerada pelos leões.
Giorgio Vasari disse acerca do palácio: "pleno em modo de caprichosa invenção, que não existe talvez um outro semelhante em toda a Milão" 

center>

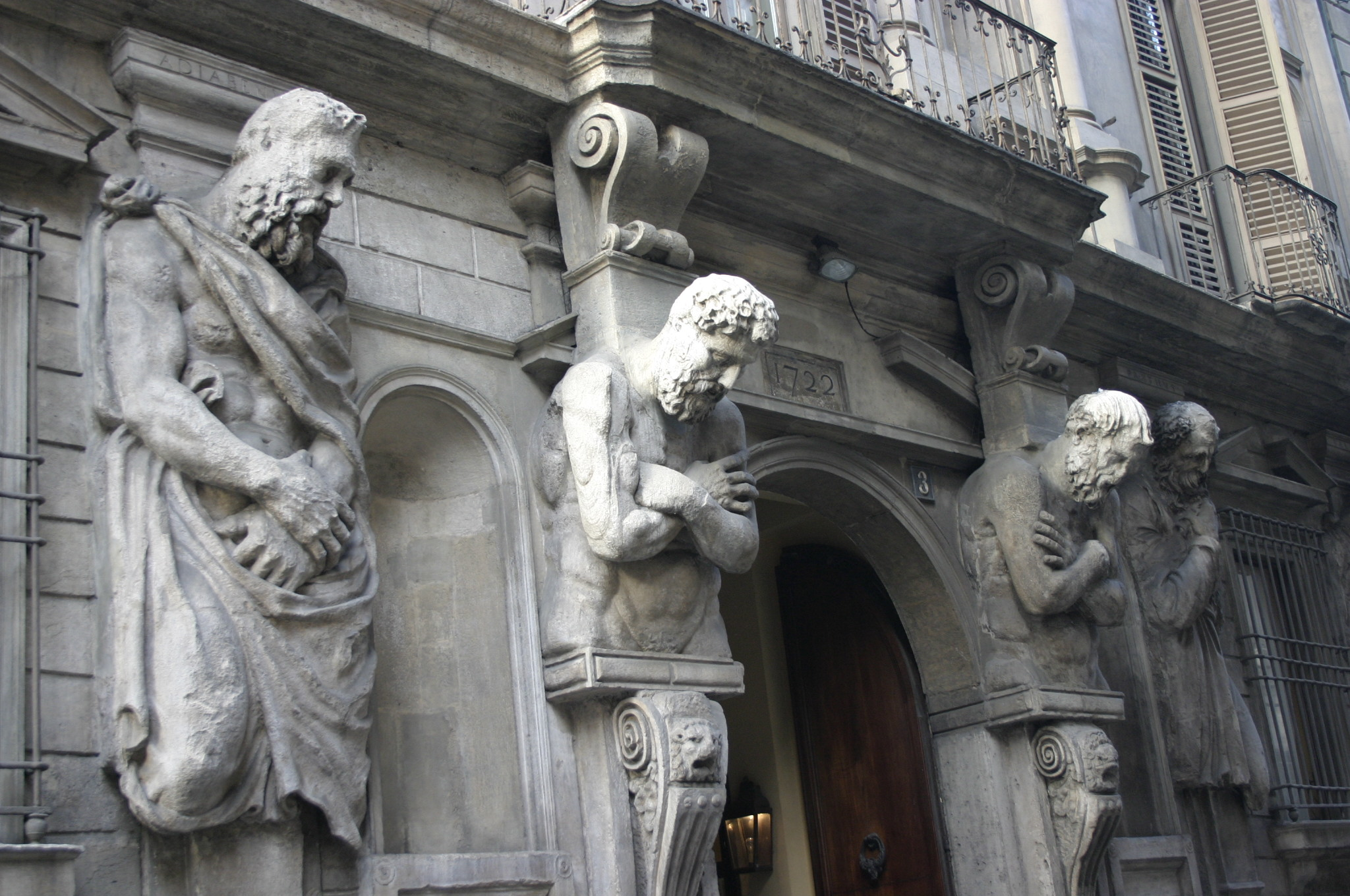
Os télamons da Casa degli Omenoni
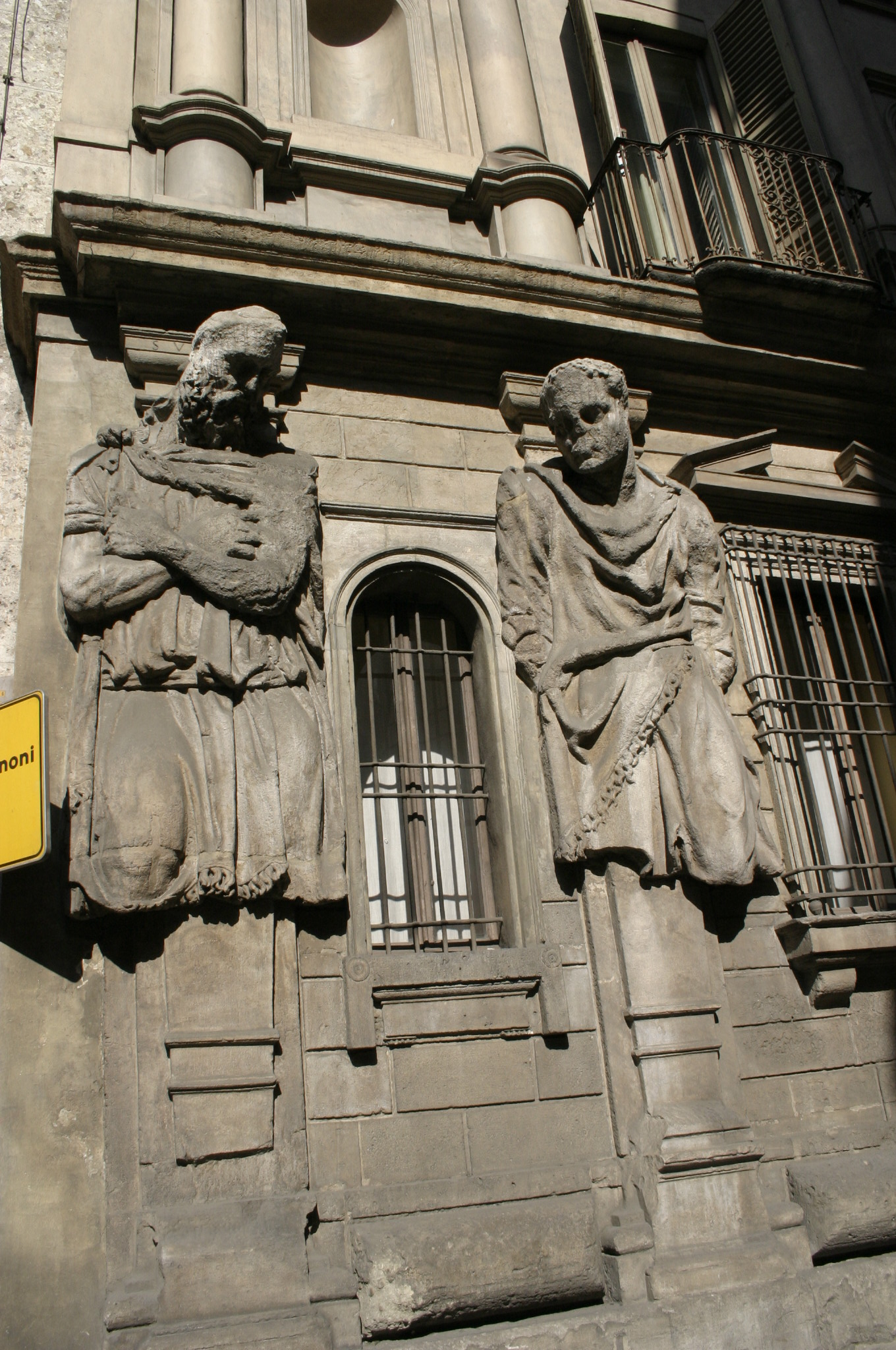
Detalhe da decoração escultória.